# Agencia Estatal de Seguro Médico Obligatorio (Azerbaiyán)
La Agencia Estatal de Seguro Médico Obligatorio de Azerbaiyán (en azerí: Azərbaycan Respublikasının Nazirlər Kabineti yanında İcbari Tibbi Sığorta üzrə Dövlət Agentliyi) es una entidad jurídica, que garantiza la realización de seguro médico obligatorio en el territorio de la República de Azerbaiyán.
El presidente de la Agencia Estatal de Seguro Médico Obligatorio es Zaur Aliyev. 

## Historia
La Agencia Estatal de Seguro Médico Obligatorio del Gabinete de los Ministerios de Azerbaiyán fue creado por la disposición del Presidente de la República de Azerbaiyán del 27 de diciembre de 2007 N.º 2592. La Agencia comenzó a funcionar por el orden del Presidente del 15 de febrero de 2016 N.º 765. Según el orden del Presidente del 24 de noviembre de 2016 N.º 1255 en la base de la Agencia Estatal de Seguro Médico Obligatorio del Gabinete de los Ministerios de Azerbaiyán fue creado la Agencia Estatal de Seguro Médico Obligatorio.
El 27 del octubre de 2015 Zaur Aliyev fue nombrado el Jefe de la Agencia.

## Actividad
Según el orden del Presidente del 29 de noviembre de 2016 la ciudad Mingachevir y el raión Yevlakh fueron elegidos como territorios pilotos para la aplicación del seguro médico obligatorio en Azerbaiyán, y por el orden del 16 de febrero de 2018 al proyecto piloto fue incluido raión Agdash.
El 16 de enero de 2019 entre la Agencia Estatal de Seguro Médico Obligatorio y UNICEF fue celebrado se firmó el memorando. 
Desde 1 de enero de 2020 los ciudadanos registrados en 24 regiones del país  (Quba, Qusar, Khachmaz, Shabran, Siyazan, Khizi, Shamakhi, Ismailli, Aghsu, Gobustan, Balaken, Zaqatala, Qakh, Sheki, Oghuz, Qabala, Goychay, Ucar, Zerdab, Kurdamir, Mingachevir, Aghdash, Yevlakh y RA de Nakhchivan) reciben los servicios médicos en los marcos del seguro médico obligatorio.